# Avelia Horizon
Avelia Horizon é um trem de passageiros de alta velocidade feito pela Alstom. Foi desenvolvido no final da década de 2010 e é esperado para entrar em operação no TGV na década de 2020.

## História

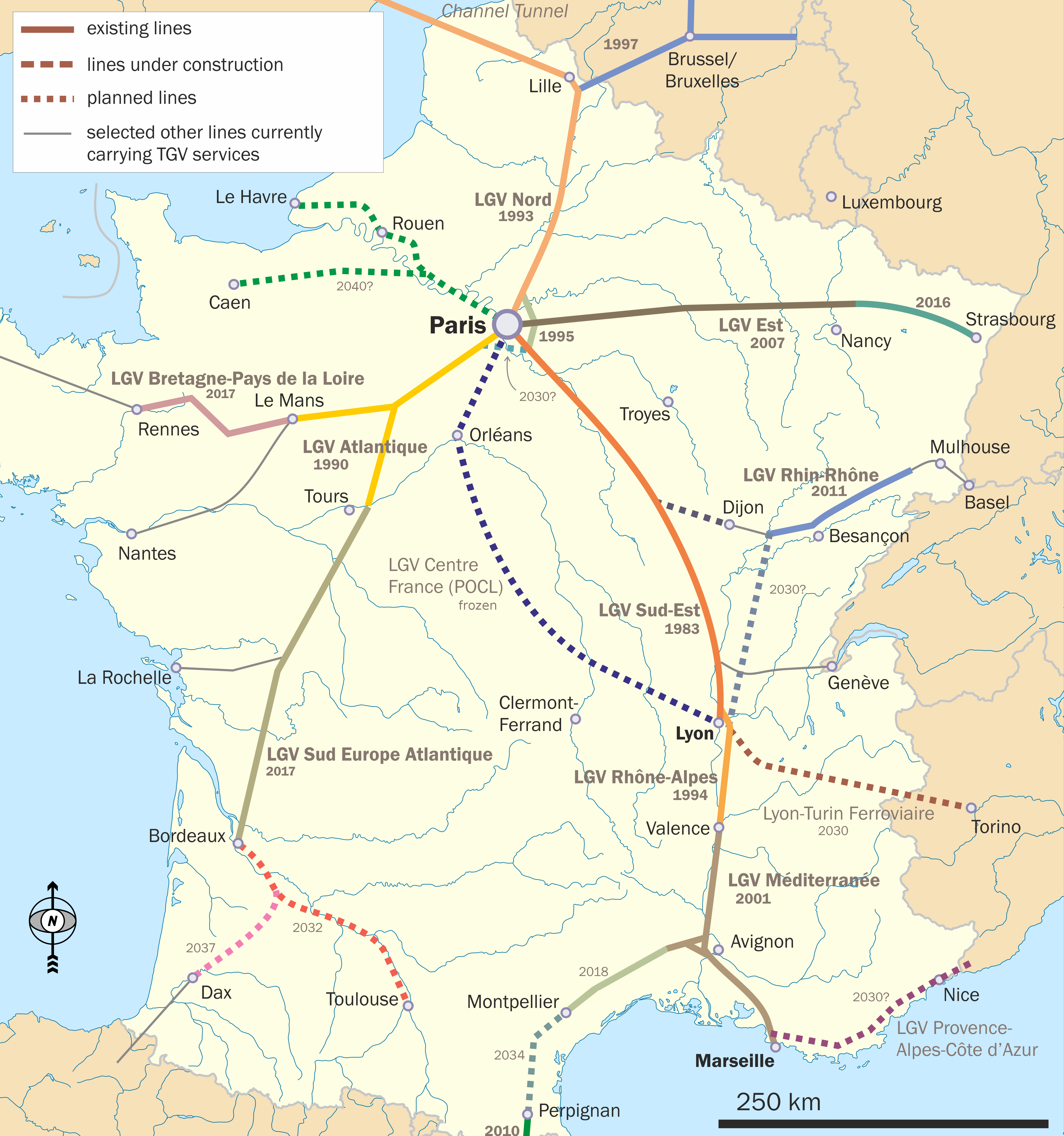
O Avelia Horizon operará na rede ferroviária de alta velocidade, TGV, mostrada no mapa.

Em 2015, a SNCF lançou um programa para selecionar um fornecedor para a nova geração de trens de alta velocidade, com as composições sendo projetadas por um consórcio com o fornecedor. Em 7 de setembro de 2016, a SNCF e a Alstom assinaram um acordo para projetar e construir os trens, com a fase do projeto agendada para ser concluída no final de 2017 e a entrada em operação esperada para 2022. Segundo a SNCF, as novas composições serão pelo menos 20% mais baratos do que seus predecessores, além de terem um custo operacional mais baixo. Para atingir seu objetivo, a Alstom desenvolveu os trens como parte de uma família de equipamentos de ferrovias de alta velocidade que é vendida em todo o mundo, uma mudança em relação a encomendas anteriores do TGV que eram fabricadas especificamente para o mercado francês.
Em julho de 2018, o projeto foi concluído e passou a ser apelidado de Avelia Horizon. A SNCF fez um pedido de 2,7 bilhões de euros para 100 composições, mas podendo alterar o número de trens pedidos durante a  fabricação. Os primeiros trens são esperados para entrar em operação comercial em 2023, com as entregas prosseguindo até 2033.

## Especificações
O Avelia Horizon é um trem reversível, com locomotivas em cada terminação e pode ter até nove vagões de passageiros de dois andares. No configuração de maior capacidade, cada composição pode transportar até 740 passageiros. A potência total é de 8 megawatts (11,000 hp), o que dá aos trens uma velocidade máxima de 350 km/h.